# Сімферопольський автобус
Сімферопольский автобус (крим. Aqmescit avtobusı) — система міських і приміських автобусів міста Сімферополя, яка сполучає віддалені райони з центром міста, більшість маршрутів пролягають з одного району міста до іншого. Також автобуси охоплюють райони такі, як мікрорайони «Українка», «Петровська балка», «Пневматика», «Ак-Мечеть», «Фонтани», «Бітумне», п/ф «Південний», вулиці Маршала Жукова, Героїв Сталінграда, 51-ї Армії, які не мають тролейбусного сполучення.
У Симферополі діє 2 автобусних підприємства, міські маршрути обслуговує МУП «Міськавтотранс», приміські та міжміські — ДУП РК «Кримтролейбус».

## Історія

### Запуск перших автобусів
Перший автобус у Сімферополі з'явився у 1935 році на приміському маршруті Сімферополь — Карасубаза́р. На той час автобусна станція перебувала на місці Центрального універмага (ЦУМ). У Сімферополі практично були відсутні міські маршрути, оскільки в місті діяло трамвайне сполучення, 4 маршрути якого охоплювали все місто.

### Розвиток автобусного руху
Масштабний розвиток автобусних маршрутів розпочався у 1970 році, коли був закритий трамвайний рух, а тролейбусні маршрути обслуговували не усе місто. У цей період в Сімферополі почали з'являтися нові мікрорайони «Героїв Сталінграду», «Маршала Жукова», «Заліська», і автобус став у даних районах основним видом транспорту, так як туди не було протягнуто електротранспорт. Автобусний парк став поповнюватися новими угорськими автобусами «Ikarus 180» і «Ikarus-556».Для поліпшення транспортного обслуговування у Сімферополі почали роботу два автобусних парки: АТП-14327 (міські маршрути) й АТП-14329 (приміські маршрути). У 1973 році до Сімферополя почали надходити нові сучасні автобуси «Ikarus 260», а з 1977 року — «Ikarus 280».
Наприкінці 1980-х років до Сімферополя надійшли автобуси Ikarus 263.

### Криза 1990-х
1990 року у місті працювали 10 маршрутів, які обслуговували райони міста, що не мали руху електротранспорту. На початку 1990-х років автобусний парк отримав нові автобуси ЛіАЗ-5256.00 і ЛАЗ-42021, якими змогли частково оновити автобусний парк.
У 1995 році відкрилися нові автобусні маршрути:
- № 5 «Центральний ринок — Пневматика»;
- № 7 «Центральний ринок — Ак-Мечеть»;
- № 10 «Заміський — Автовокзал»,
- № 12 «пл. Радянська — Хошкельди».

Незважаючи на відкриття нових маршрутів, почали скорочуватися старі, так маршрут № 2 був скорочений до площі Радянської, але незабаром був відновлений до вулиці Заліської.
Наприкінці 1990-х років для Сімферопольського автобуса став найважким періодом за всю історію. Зі складу найбільшого автотранспортного підприємства Криму ДП «Кримавтотранс» були виведені АТП-14327 та АТП-14329, перший відійшов у комунальну власність міста, а другий — у республіканську. У 1998 році й за відсутності фінансування перестав оновлюватися автобусний парк, старі автобуси почали списувати, а на заміну їм нові не надходили, почали скорочуватися маршрути, а деякі взагалі припиняли існувати. До цього часу у місті почали діяти маршрутні таксі, а автобусний парк знищувався на догоду приватних перевізників.

### Закриття у 2000-х
У 2000 році АТП-14327 було передане приватній фірмі «Аспект», яка обіцяючи оновити автобусний парк і розвивати автобусні маршрути, почала знищувати автобусний рух. До 2001 року зменшилася самі маршрути, кількість автобусів на маршрутах, так замість 10 маршрутів залишився лише один.
2002 року АТП-14327 було визнане банкрутом і припинило своє існування, для підтримки автобусних перевезень на міські маршрути № 1 «Вулиця Маршала Жукова — НАПКС», № 2 «Лугове — 3аліська», № 7 «Вулиця 51-ї Армії — Вулиця Заліська» почав випускати автобуси приміський автобусний парк АТП-14329, і багато приміських маршрутів стали відправлятися від площі Куйбишева у східному напрямку. Також була надало допомогу для перевезення пасажирів з приміських сіл у західному напрямку Бахчисарайське АТП-14340, яке направило приміські маршрути до Центрального ринку, а відправлення здійснювалося від зупинки «Завод 1-го Травня».
2003 року АТП-14329 припинило перевезення міськими маршрутами. У Сімферополі з'являється все більше маршрутних таксі, які стають популярними серед мешканців міста, 118 маршрутів охопили всі райони, даючи можливість пасажирам діставатися у будь-який район міста без пересадок.
2004 року приміські маршрути з площі Куйбишева перенесені на АС «Східна» й від заводу 1-го Травня на АС «Західна». У 2007 році АТП-14329 припиняє перевезення на приміських маршрутах і всі маршрути переходять приватним перевізникам.

### Перші кроки поновлення автобусного руху
2010 року урядом Автономної Республіки Крим було прийняте рішення щодо відновлення Сімферопольського автобусного парку і було створене Кримське республіканське підприємство КРП «Кримавтобус». Для новоствореного підприємства були придбані 25 автобусів середньої місткості Богдан А201, у цьому ж році прийняте рішення щодо оптимізації міських маршрутів. Велика частина маршрутних таксі перенесена з центральних вулиць на паралельні й приймається проєкт щодо руху в центрі переважно для електротранспорту й для майбутніх автобусів.
2011 року автобуси вийшли на маршрут № 3 «Свобода — Льодозаводське», два тижні потому відкрився новий маршрут № 98А «Аеропорт — 7-а міська лікарня — Фонтани».
2013 року Кримське республіканське підприємство КРП «Кримавтобус» переходить у комунальну власність міста Сімферополя. Станом на 2013 рік АТП-14329 вже перестало здійснювати будь-які перевезення, терен парку переданий у оренду.
У січні 2015 року КП «Кримавтобус» було перейменовано окупаційною владою у МУП «Міськавтотранс».

### Відновлення автобусного руху
15 грудня 2015 року до Сімферополя почали надходити автобуси великої місткості ЛіАЗ 5292. 25 грудня 2015 року на площі Леніна відбулася презентація нових автобусів.
У січні 2016 року почали надходити автобуси «НефАЗ». 15 липня 2016 року на вулиці Сімферополя вийшли автобуси великої місткості ЛіАЗ-5292.71 на маршрут № 30 «Свобода — 7-а міська лікарня», а 21 липня ЛіАЗи вийшли на маршрут № 3 «Свобода — вул. Маршала Жукова». 26 липня 2016 року нові автобуси почали обслуговувати маршрут № 70 «вул. Арабатська — 7-а міська лікарня» й № 49 «Аеропорт — Мар'їне». Наприкінці серпня 2016 року на маршрут № 98 «7-а міськлікарня — Аеропорт» вийшли перші автобуси НефАЗ-5299-30-51. У вересні 2016 року автобуси вийшли на маршрут № 7 «вул. 51-ї армії — Ак-Мечеть». У жовтні 2016 року автобуси вийшли на маршрут № 65 «Залізничний вокзал — Курці» й № 6 «вул. Жидкова — Абдал». У листопаді 2016 року «Міськавтотранс» розпочав обслуговування маршрутів № 29 та 166.
У січні 2017 року підприємство МУП «Міськавтотранс» переїхало на нову територію на вулицю Кубанська, 21. 3 лютого 2017 року підприємство ГУП РК «Кримтролейбус» почало обслуговувати приміські маршрути № 105 та 154 автобусами марки КАВЗ. 10 жовтня 2017 року на підприємство надходять перші три короткі автобуси ЛіАЗ-4292. 4 грудня 2017 року відкритий новий автобусний маршрут № 55 «а/з Західна — Бітумне».
16 січня 2018 року МУП «Міськавтотранс» почало обслуговувати відновлений маршрут № 22 «пл. Куйбишева — Біле-5». 16 квітня 2018 року відкритий новий автобусний маршрут № 77, який з'єднав Аеропорт «Центральний» з новим Аеровокзалом. 10 червня 2018 року ГУП РК «Кримтроллейбус» стало обслуговувати маршрут № 135 «пл. Московська — Червоне». 3 серпня 2018 року МУП «Міськавтотранс» почало обслуговувати маршрути № 12А і 12Б. 25 листопада 2018 року до МУП «Міськавтотранс» надійшли 50 нових автобусів ЛіАЗ-5292.60. 10 грудня 2018 року автобуси вийшли на маршрути № 50, 67, 93.
15 лютого 2019 року відкритий новий маршрут № 3А «пл. Куйбишева — Трудове». З 26 липня 2019 року МУП «Міськавтотранс» стало обслуговувати маршрути № 13 «Хошкельди — Фонтани», і № 62 «Пневматика — Заліський». З 27 липня 2019 року МУП «Міськавтотранс» стало обслуговувати маршрут № 4 Неаполь Скіфський — ПБК «Крим». З 31 серпня 2019 року МУП «Міськавтотранс» обслуговує маршрут № 8 «вул. 51-ї Армії — Центральний ринок».

## Маршрути
| Діючі міські маршрути      | Діючі міські маршрути   | Діючі міські маршрути | Діючі міські маршрути              | Діючі міські маршрути                                        | Діючі міські маршрути | Діючі міські маршрути | Діючі міські маршрути |
| №                          | Початковий пункт        | Маршрут руху | Кінцевий пункт                     | Зауваження                                                   |                       |                       |                       |
| -------------------------- | ----------------------- | --- | ---------------------------------- | ------------------------------------------------------------ | --------------------- | --------------------- | --------------------- |
| 3                          | Біле                    | Свобода — просп. Перемоги — пл. Куйбишева — пл. Радянська — просп. Кірова — Центральний ринок — вул. Маяковського — вул. Желябова — вул. Авіаційна — вул. Героїв Сталінграда | вул. Маршала Жукова                |                                                              |                       |                       |                       |
| 3А                         | пл. Куйбишева           | просп. Перемоги — Свобода — вул. Глінки — вул. Сільська — Каменка — Акрополіс — Хошкельди | Трудове                            |                                                              |                       |                       |                       |
| 4                          | Неаполь Скіфський       | вул. Тарабукіна — вул. Крилова — вул. Караїмська — вул. Чехова — вул. Гоголя — вул. Павленка — Залізничний вокзал — вул. КІМ — пров. Персиковий — вул. Лесі Українки — вул. Локомотивна — вул. Генова — вул. Депутатська — Льдозавод — вул. Маршала Василевського — вул. Героїв Сталінграда | Пивобезалкогольний комбінат «Крим» |                                                              |                       |                       |                       |
| 6                          | Пневматика              | вул. Балаклавська — вул. Руська — вул. Козлова — Центральний ринок — просп. Кірова — пл. Радянська — пл. Куйбишева — вул. Київська — пл. Московська — вул. Кечкеметська — вул. Куйбишева — Абдал                                                                                            | Живописне                          |                                                              |                       |                       |                       |
| 7                          | вул. 51-ї Армії         | просп. Перемоги — пл. Куйбишева — пл. Радянська — просп. Кірова — Центральний ринок — вул. Козлова — вул. Руська — вул. 60 років Жовтня — вул. Заліська — Новомиколаївка — вул. Амет-Хана Султана                                                                                           | Ак-Мечеть                          |                                                              |                       |                       |                       |
| 8                          | вул. 51-ї Армії         | просп. Перемоги — пл. Куйбишева — просп. Кірова — пл. Радянська — вул. Леніна — вул. Червоноармійська — вул. Чехова — просп. Кірова | Центральний ринок                  |                                                              |                       |                       |                       |
| 12А                        | вул. Червоноармійська   | вул. Леніна — вул. Воровського — Автовокзал — вул. Київська — пл. Куйбишева — пл. Московська — вул. Гагаріна — Залізничний вокзал — пл. Радянська — просп. Кірова — Центральний ринок — просп. Кірова — вул. Самокіша — вул. Крилова — вул. Караїмська — вул. Чехова                        | вул. Червоноармійська              | Кільцевий                                                    |                       |                       |                       |
| 12БИ                       | вул. Червоноармійська   | вул. Чехова — вул. Гоголя — просп. Кірова — Центральний ринок — просп. Кірова — пл. Радянська — Залізничний вокзал — вул. Гагаріна — пл. Московська — пл. Куйбишева — вул. Київська — Автовокзал — вул. Воровського — вул. Леніна                                                           | вул. Червоноармійська              | Кільцевий                                                    |                       |                       |                       |
| 13                         | Хошкельди               | вул. Лютфіє Софу — вул. Аблякіма Гафарова — вул. Сінокосна — Кам'янка — вул. Сільська — вул. Глінки — Свобода — просп. Перемоги | вул. Бородіна                      |                                                              |                       |                       |                       |
| 22                         | Центральний ринок       | просп. Кірова — пл. Радянська — пл. Куйбишева — просп. Перемоги — Об'їзна дорога «Ялта — Євпаторія» | Біле-5                             | Зворотно: вул. Кечкеметська — пл. Московська — вул. Київська |                       |                       |                       |
| 29                         | пл. Куйбишева           | вул. Київська — Автовокзал — вул. Гурзуфська — Об'їзна дорога «Ялта — Євпаторія» | Строгонівка                        |                                                              |                       |                       |                       |
| 30                         | Свобода                 | просп. Перемоги — пл. Куйбишева — пл. Радянська — просп. Кірова — Центральний ринок — вул. Севастопольська — вул. Дмитра Ульянова — вул. Руська — вул. 60 років Жовтня — 7-а міська лікарня                                                                                                 | Фонтани                            |                                                              |                       |                       |                       |
| 49                         | Мар'їно                 | КФУ — просп. Вернадського — Автовокзал — вул. Київська — пл. Куйбышева — просп. Кірова — пл. Радянська — Залізничний вокзал — вул. КІМ — Євпаторійське шосе — ГРЕС — Укромне | Аэровокзал                         | Зворотно: Ринок «Привоз» — пл. Московська — вул. Київська    |                       |                       |                       |
| 49А                        | Залізничний вокзал      | вул. КІМ — Євпаторійське шосе — ГРЕС — Укромне | Аэровокзал                         | Нічний маршрут                                               |                       |                       |                       |
| 50                         | Центральний ринок       | просп. Кірова — пл. Радянська — Залізничний вокзал — вул. Гагаріна — пл. Московська — вул. Київська — Ринок «Привоз» — НАПКС | Давидове                           |                                                              |                       |                       |                       |
| 55                         | а/з «Західна»           | Новоромановка — вул. Севастопольська — Центральний ринок — просп. Кірова — пл. Радянська — пл. Куйбишева — вул. Київська — пл. Московська — Ринок «Привоз» — Республіканський військомат — Московське шосе — вул. Будівельників — Молодіжне — вул. Будівельників — Аграрне                  | Бітумне                            |                                                              |                       |                       |                       |
| 62                         | Пневматика              | вул. Балаклавская — вул. Руська — вул. Дмитра Ульянова — вул. Севастопольська — просп. Кірова — пл. Радянська — Залізничний вокзал — вул. Гагаріна — пл. Московська — вул. Кечкеметська — просп. Перемоги                                                                                   | Загородний                         | Зворотно: вул. Товстого                                      |                       |                       |                       |
| 63                         | Мар'їно                 | Університет — просп. Вернадського — Автовокзал — вул. Київська — пл. Куйбишева — пл. Радянська — просп. Кірова — Центральний ринок — вул. Севастопольська — Новоромановка | АС «Західна»                       |                                                              |                       |                       |                       |
| 67                         | АС «Південна»           | Перове — п/ф «Південна» — вул. Данилова — вул. Севастопольська — Центральний ринок — вул. Маяковського — вул. Калініна — вул. Крейзера — вул. Гоголя — вул. Павленка — Залізничний вокзал — вул. Гагаріна — пл. Московська — вул. Київська — Ринок «Привоз» — НАПКС                         | Давидове                           |                                                              |                       |                       |                       |
| 70                         | 7-а міська лікарня      | вул. 60 років Жовтня — вул. Заліська — вул. Севастопольська — просп. Кірова — пл. Радянська — пл. Куйбишева — просп. Перемоги — вул. Лермонтова — вул. Куйбишева — вул. Кечкеметська | вул. Арабатська                    | Зворотно: просп. Кірова — Центральний ринок                  |                       |                       |                       |
| 98                         | Фонтани                 | 7-а міська лікарня — вул. 60 років Жовтня — вул. Дмитра Ульянова — вул. Севастопольська — Центральний ринок — просп. Кірова — пл. Радянська — Залізничний вокзал — вул. КІМ — Євпаторійське шосе — ГРЕС                                                                                     | Аерофлотський                      |                                                              |                       |                       |                       |
| 166                        | вул. Бородіна           | просп. Перемоги — Авторинок — Об'їзна дорога «Ялта — Євпаторія» — Лугове — вул. Автомобілістів — вул. Міллет — вул. Джами — вул. Міллет — вул. Тюзлюк — вул. Дегерменкой — вул. Куванчли | Строгонівка (Кукурузне)            |                                                              |                       |                       |                       |
| Діючі приміські маршрути   |                         | |                                    |                                                              |                       |                       |                       |
| 105                        | ГРЕС                    | Укромне — Софіївка — вул. Лавандова — вул. Карла Маркса — вул. Леніна | Гвардійське (станція Острякове)    |                                                              |                       |                       |                       |
| 116                        | пл. Московська          | вул. Київська — Ринок «Привоз» — Республіканський військомат — Московське шосе — Молодіжне — Аграрне — Бітумне — Сонячне — Урожайне — Чайкине — Первомайське | Первомайське (Калинівка)           |                                                              |                       |                       |                       |
| 135                        | пл. Московська          | вул. Київська — Ринок «Привоз» — Республіканський військомат — Московське шосе — Молодіжне — Аграрне — Бітумне — Первомайське | Червоне                            |                                                              |                       |                       |                       |
| 145                        | АС «Курортна»           | вул. Героїв Сталінграда — Дубчаки — вул. Виноградна — Новозбур'ївка — Дем'янівка — Пожарське — Водне — Лікарственне — Кольчугине — Роздолля | Миколаївка                         |                                                              |                       |                       |                       |
| 146                        | АС «Курортна»           | АС «Західна» — Чистеньке — Левадки — Приємне Побачення — Топольне — Новопавлівка — Поштове — Нововасилівка — Зубакіне — Стальне — Плодове — Дорожнє — Брянське — Каштани — Шевченкове — Відрадне — Віліне                                                                                   | Піщане                             |                                                              |                       |                       |                       |
| 154                        | Залізничний вокзал      | вул. Гагаріна — пл. Московська — пл. Куйбишева — вул. Київська — Автовокзал — просп. Вернадського — КФУ — Мар'їно — Лозове — Андрусове — Піонерське — Добре — Зарічне — Перевальне — вул. Дачна — вул. Полігонна — вул. Жовтнева                                                            | Перевальне (Військове містечко)    |                                                              |                       |                       |                       |
| 155                        | АС «Західна»            | Чистеньке — Левадки — Приємне Побачення — Топольне — Новопавлівка — Поштове — Нововасилівка — Зубакіне — Стальне — Плодове — Дорожнє — Брянське — Каштани — Шевченкове — Відрадне — Віліне                                                                                                  | Піщане                             |                                                              |                       |                       |                       |
| 178                        | пл. Московська          | вул. Київська — Ринок «Привоз» — Республіканський віськомат — Московське шосе — Молодіжне — Аграрне — Бітумне — Гвардійське — Червона Зорька — Новий Сад — Купріне | Широке                             |                                                              |                       |                       |                       |
|                            | АС «Курортна»           | ГРЕС — Укромне — Родникове — Новий Мир — Шкільне — Скворцове — Червоне — Чоботарка — Оріхове — Євпаторійське шосе — вул. Сімферопольська — Автостанція | Саки                               |                                                              |                       |                       |                       |
|                            | АС «Східна»             | просп. Перемоги — Каменка — Акрополіс — Хошкельди — Донське — Зуя — Нижні Орішники — Верхні Орішники — Петрове | Барабанове                         |                                                              |                       |                       |                       |
|                            | АС «Східна»             | просп. Перемоги — Каменка — Акрополіс — Хошкельди — Донське — Зуя — Кримська Роза — Цвіточне | Білогірськ                         |                                                              |                       |                       |                       |
|                            | АС «Східна»             | Каменка — Акрополіс — Хошкельди — Мазанка — Краснівка | Лісносілля                         |                                                              |                       |                       |                       |
|                            | Аеровокзал              | Укромне — ГРЕС — АС «Курортна» — вул. Героїв Сталінграда — Дубчаки — вул. Виноградная — Новозбур'ївка — Дем'янівка — Пожарське — Водне — Лікарственне — Кольчугине — Роздолля | Миколаївка                         |                                                              |                       |                       |                       |
| Закриті міські маршрути    |                         | |                                    |                                                              |                       |                       |                       |
| 12                         | вул. Червоноармійська   | вул. Леніна — Автовокзал — вул. Київська — пл. Куйбишева — пл. Московська — вул. Гагаріна — Залізничний вокзал — пл. Радянська — просп. Кірова — Центральний ринок — вул. Козлова | вул. Червоноармійська              | Кільцевий в обох напрямках                                   |                       |                       |                       |
| 36                         | АС «Західна»            | Новоромановка — вул. Севастопольська — Центральний ринок — просп. Кірова — пл. Радянська — Залізничний вокзал — вул. Гагаріна — пл. Московська — вул. Кечкеметська — просп. Перемоги — Свобода — вул. Глінки — вул. Сільська — Каменка — Акрополіс                                          | Хошкельди                          | Зміна перевізника                                            |                       |                       |                       |
| 50/67                      | п/ф «Південна»          | вул. Данилова — вул. Севастопольська — Центральний ринок — вул. Маяковського — вул. Калініна — вул. Крейзера — вул. Гоголя — вул. Павленка — Залізничний вокзал — вул. Гагаріна — пл. Московська — вул. Київська — Ринок «Привоз» — НАПКС                                                   | Давидове                           | Замінений маршрутом № 67.                                    |                       |                       |                       |
| 65                         | Українка (Курці)        | Мар'їне — вул. Беспалова — КФУ — просп. Вернадського — Автовокзал — вул. Київська — пл. Куйбишева — пл. Московська — вул. Гагарина | Залізничний вокзал                 | Скасований через аварійний стан мосту у селі Українка        |                       |                       |                       |
| 77                         | Аерофлотський           | Комсомольське — Совхозне — Укромне | Аеровокзал                         |                                                              |                       |                       |                       |
| 93                         | Неаполь Скіфський       | вул. Тарабукіна — вул. Крилова — вул. Червоноармійська — вул. Козлова — вул. Севастопольська — вул. Гоголя — вул. Павленка — Залізничний вокзал — вул. КІМ — вул. Лесі Українки — Льдозавод — вул. Маршала Василевського — вул. Героїв Сталінграда                                          | Пивобезалкогольный комбінат «Крим» | Замінений маршрутом № 4                                      |                       |                       |                       |
| 98А                        | Фонтани                 | 7-а міська лікарня — вул. 60 років Жовтня — вул. Дмитра Ульянова — вул. Севастопольська — Центральний ринок — просп. Кірова — пл. Радянська — Залізничний вокзал — вул. КІМ — Євпаторійськее шосе — ГРЕС                                                                                    | Аерофлотський                      |                                                              |                       |                       |                       |
| 112                        | вул. Маршала Жукова     | вул. Героїв Сталінграда — вул. Авіаційна — вул. Желябова — вул. Маяковського — Центральний ринок — просп. Кірова — пл. Радянська — Залізничний вокзал — вул. КІМ — Євпаторійське шосе | ГРЕС                               | Зміна перевізника                                            |                       |                       |                       |
| 115                        | Пневматика              | вул. Балаклавская — вул. Руська — вул. Дмитра Ульянова — вул. Севастопольська — просп. Кірова — пл. Радянська — Залізничний вокзал — вул. КІМ — Євпаторійське шосе — ГРЕС | Аерофлотський                      | Зміна перевізника                                            |                       |                       |                       |
| Закриті приміські маршрути |                         | |                                    |                                                              |                       |                       |                       |
| 100                        | АС «Західна»            | Чистеньке — Левадки — Приємне Побачення — Топольне — Новопавлівка — Севастянівка — Глибокий Яр | Бахчисарай                         |                                                              |                       |                       |                       |
| 145                        | вул. Героїв Сталінграда | Дубчаки — вул. Виноградна — Новозбур'ївка — Дем'янівка — Пожарське — Водне — Лікарственне — Кольчугине — Роздолля | Миколаївка                         |                                                              |                       |                       |                       |
| *                          | Аерофлотський           | Укромне — ГРЕС — АС «Курортна» — вул. Героїв Сталінграда — Дубчаки — вул. Виноградна — Новозбур'ївка — Дем'янівка — Пожарське — Водне — Лікарственне — Кольчугине — Роздолля | Миколаївка                         |                                                              |                       |                       |                       |
| *                          | Залізничний вокзал      | ГРЕС | Аерофлотський                      |                                                              |                       |                       |                       |

## Рухомий склад
|  | ЛіАЗ-5292   | 90 |  |
|  | ЛіАЗ-4292   | 6  |  |
|  | НефАЗ-5299  | 30 |  |
|  | Богдан А201 | 22 |  |
|  | КАвЗ-4238   | 30 |  |

## Автобусні парки
| Діючі автобусні парки   | Діючі автобусні парки  | Діючі автобусні парки | Діючі автобусні парки | Діючі автобусні парки               | Діючі автобусні парки                                                                                              | Діючі автобусні парки |
| Фото                    | Парк                   | Дата відкриття        | Дата закриття         | Адреса                              | Маршрути, що обслуговують                                                                                          | Зауваження |
| ----------------------- | ---------------------- | --------------------- | --------------------- | ----------------------------------- | --- | --- |
|                         | МУП «Міськавтотранс»   | 2018                  |                       | Сімферополь, провулок Виробничий, 8 | 6, 7, 12А, 12БИ, 55, 67, 70, 93, 98                                                                                | |
|                         | МУП «Міськавтотранс»   | 2011                  |                       | Сімферополь, вул. Глінки, 69        | 3, 3А, 22, 29, 30, 49, 49А, 65, 166                                                                                | Терен в оренді у ДУП РК «Кримтролейбус» |
|                         | ДУП РК «Кримтролейбус» | 2017                  |                       | Сімферополь, вул. Глінки, 69        | 100, 105, 135, 145, 146, 154, 155, Саки, Аеропорт — Миколаївка, АС «Східна» — Білогірськ, АС «Східна» — Барабанове | Приміські маршрути |
| Закриті автобусні парки |                        |                       |                       |                                     | | |
|                         | МУП «Міськавтотранс»   | 2017                  | 2018                  | Сімферополь, вул. Кубанська, 21     | | Перебував в оренді |
|                         | АТП-14327              | 1935                  | 2002                  | Сімферополь, вул. Київська, 20      | 1, 2, 3, 4, 5, 6, 7, 8, 9, 10, 11, 12                                                                              | Закритий у 2002 році. Частина автобусів передана до АТП-14329. Нині АТП є відстійником автобусів, які прибувають з далеких рейсів.                                                                    |
|                         | АТП-14329              | 1987                  | 2009                  | Сімферополь, вул. Глінки, 61А       | Міжміські та приміські перевезення                                                                                 | Міські перевезення припинені у 2003 році, приміські — у 2007 році, міжміські — у 2012 році. Нині існує як коммандитна громада, регулярні перевезення не здійснюються. Територія парку здана у оренду. |

## Автовокзали
| Діючі автовокзал та автостанції | Діючі автовокзал та автостанції | Діючі автовокзал та автостанції                   | Діючі автовокзал та автостанції                                              | Діючі автовокзал та автостанції |
| Фото                            | Автостанції                     | Напрямок обслуговування                           | Адреса                                                                       | Зауваження |
| ------------------------------- | ------------------------------- | ------------------------------------------------- | ---------------------------------------------------------------------------- | --- |
|                                 | Центральний автовокзал          | Міжміські перевезення по Криму та РФ.             | Сімферополь, вул. Київська, 4                                                | Відкритий 1959 року |
|                                 | Автостанція «Курортна»          | Міжміські перевезення по Криму.                   | Сімферополь, вул. Гагаріна, 8 (Привокзальна площа біля залізничного вокзалу) | |
|                                 | Автостанція «Західна»           | Приміські перевезення у західному напрямку Криму. | Сімферополь, вул. Севастопольська, 243 (Новороманівка)                       | |
|                                 | Автостанція «Східна»            | Приміські перевезення у східному напрямку Криму.  | Сімферополь, вул. Самохвалова 4 (Свобода)                                    | |
|                                 | Автостанція «Аеропорт»          | Міжміські перевезення по Криму                    | Сімферополь, Укромне, площа Возз'єднання, 1                                  | Каси розташовані у будівлі аэровокзала |
| Закриті автостанції             |                                 |                                                   |                                                                              | |
|                                 | Автостанція «Аеропорт»          | Міжміські перевезення по Криму.                   | Сімферополь, сел. Аерофлотський, пл. Аеропорту.                              | Стара автостанція у будівлі «Кримтролейбуса» |
|                                 | Автостанція Аеропорт            | Міжміські перевезення по Криму.                   | Сімферополь, сел. Аерофлотський, пл. Аеропорту.                              | Оновлений автобусно-троллейбусний термінал. |
|                                 | Автостанція «Союзтранс»         | Всі напрямки Криму                                | просп. Кірова, 19/1                                                          | Перша автостанція відкрита у 1935 році. У подальшому була перенесена на вул. Желябова / Карла Маркса. Нині на місці першої автостанції розташований Центральний універмаг «ЦУМ». |
|                                 | Автостанція «Сімферополь»       | Всі напрямки Криму                                | ул. Желябова/ул. Карла Маркса                                                | Закрита у 1970—1980-х роках. |

## Перспективи
У 2019 році планувалось придбати 100 автобусів для міста, й 53 автобуси для передмістя.